# (3585) Goshirakawa
(3585) Goshirakawa es un asteroide perteneciente al cinturón de asteroides, descubierto el 28 de enero de 1987 por Tsuneo Niijima y el astrónomo Takeshi Urata desde el Ojima Observatory, Ojima, Japón.

## Designación y nombre
Designado provisionalmente como 1987 BE. Fue nombrado Goshirakawa en honor al emperador japonés Go-Shirakawa.